# Heinrich Panofka
Heinrich Panofka (Breslavia, 3 ottobre 1807 – Firenze, 18 novembre 1887) è stato un compositore, violinista e docente tedesco, nato in Polonia.

## Biografia

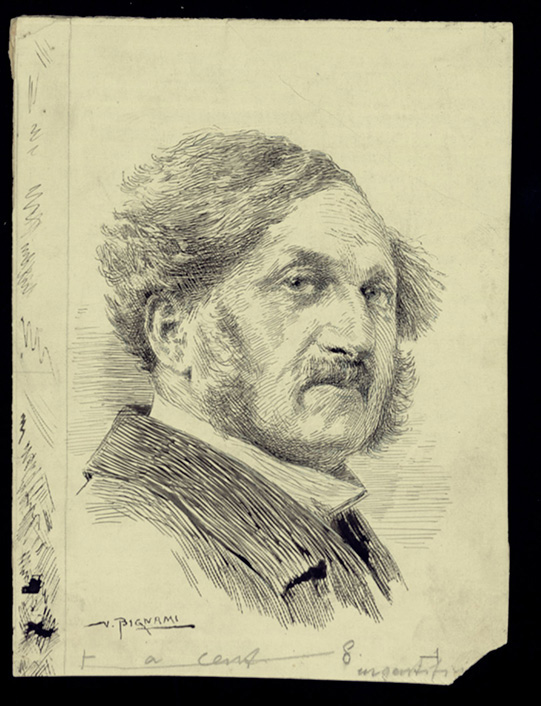
Heinrich Panofka ritratto da Vespasiano Bignami

Violinista e compositore tedesco, Heinrich Panofka fu noto anche come insegnante di canto a Londra.
Heinrich Panofka nacque a Breslavia e studiò seguendo le indicazioni del padre, avvicinandosi alla musica inizialmente sotto la guida di sua sorella, una violinista, e dei cantori, Strauch e Foerster.
Successivamente andò a Vienna nel 1824 e studiò violino con gli insegnamenti del violinista Josef Mayseder, e composizione con il musicologo e compositore Moritz Hauptmann, facendo il suo debutto con un concerto nel 1827.
Nel 1834 andò a Parigi, dove suonò ai concerti del Conservatoire national supérieur de musique et de danse de Paris, e studiò canto e insegnamento musicale con il tenore Marco Bordogni, con il quale fondò l'Académie de chant des amateurs.
Dal 1844 al 1852 soggiornò a Londra, dove diventò celebre come insegnante di canto, fu assistente di Lumley all'Opera Italiana di Londra, e venne in contatto con i maggiori cantanti dell'epoca.
Durante l'impegno del soprano svedese Jenny Lind al His Majesty's Theatre nel 1847 fu assistente alla direzione.
Da Londra tornò a Parigi, ma nel 1866 si trasferì a Firenze, dove trascorse il resto della sua vita.
Dopo essersi dedicato per alcuni anni alla carriera violinistica si interessò ai problemi della didattica vocale, impegnandosi in numerose pubblicazioni, tra le quali:The Practical Singing Tutor; L'art de chanter; Abecedaire vocal; Twenty-four vocalises progressives; Erholung und Studium; Twelve vocalises d'artiste; Eighty-six nouveaux exercises; Twelve vocalises pour contralto; Twelve Vokalisen fur Bass.
Compose anche musica per violino, con pianoforte e accompagnamento orchestrale, e tradusse in tedesco il libro di Pierre Baillot sul violino.

## Pubblicazioni
- The Practical Singing Tutor;
- L'art de chanter;
- Abecedaire vocal;
- Twenty-four vocalises progressives;
- Erholung und Studium;
- Twelve vocalises d'artiste;
- Eighty-six nouveaux exercises;
- Twelve vocalises pour contralto;
- Twelve Vokalisen fur Bass.